# James Fitz-Allen Mitchell
Pour les articles homonymes, voir James Mitchell et Mitchell.
James Fitz-Allen Mitchell, né le 15 mai 1931 à Bequia et mort le 23 novembre 2021 dans la même ville, est un agronome, hôtelier et homme politique vincentais, chef du gouvernement de Saint-Vincent-et-les-Grenadines à deux reprises du 14 avril 1972 au 8 décembre 1974, puis du 30 juillet 1984 au 27 octobre 2000.
Il est le fondateur du Nouveau Parti démocratique en 1975. Il a effectué l'un des plus longs mandats de l'histoire des Caraïbes en tant que chef de gouvernement.

## Biographie
James Fitz-Allen Mitchell naît le 15 mai 1931 à Bequia. Son père, capitaine de marine marchande meurt en mer quand James Mitchell à neuf ans. Il suit ses études secondaires à la St. Vincent Grammar School, qu'il complète par un cursus d'agronomie à l'Imperial College of Tropical Agriculture puis à l'Université de la Colombie-Britannique. Après ses études, il travaille à Sainte-Lucie dans l'industrie du cacao en 1957, puis comme responsable de la recherche agronomique à Saint-Vincent de 1958 à 1961. De 1962 à 1964, il enseigne les sciences au Royaume-Uni. Il devient ensuite rédacteur en chef de Pest control, une publication du département britannique pour le développement de l'Outre-Mer. C'est lors de son séjour en Angleterre qu'il se marie avec Patricia Mae Mitchell sa première épouse.
En 1966, il est élu pour la première fois au Conseil législatif lors des élections générales sous l'étiquette du Parti travailliste de Saint-Vincent-et-les Grenadines pour la circonscription des Grenadines et il est réélu lors des élections de 1967. Il se sépare cependant rapidement du gouvernement de Milton Cato pour siéger comme indépendant. Lors des élections de 1972, il est de nouveau élu de la circonscription des Grenadines comme indépendant, alors que le Parti travailliste (en) de Milton Cato et le Parti politique populaire (en) d'Ebenezer Joshua obtiennent chacun six élus. Mitchell fait alors alliance avec le PPP et devient Premier ministre en 1972.
Devenu chef de gouvernement, et par ailleurs propriétaire d'un hôtel sur Bequia, Mitchell annonce au Congrès annuel de la Caribbean Tourism Organization (en) en septembre 1972 qu'il veut développer le tourisme. Dans un discours intitulé To Hell with Paradise il propose de bâtir « un tourisme intégré et indigène ». Le 18 septembre 1974, un vote de défiance provoque la chute de son gouvernement et des élections se tiennent le 9 décembre 1974. Le Parti travailliste de Saint-Vincent-et-les Grenadines remporte alors dix sièges sur treize, mais Mitchell et réélu comme représentant des Grenadines.
Le 3 décembre 1975, James Mitchell fonde le Nouveau Parti démocratique. Il mène son parti lors des élections de 1979, mais subit une défait sévère en ne remportant que deux élus sur treize et Mitchel lui-même perd son siège. Mais, le candidat élu aux Grenadines, C.E. Cozier, démissionne peu après les élections et lors de l’élection partielle du 23 juin 1980, Mitchell obtient 1742 voix contre 584 pour son concurrent du SVLP et retourne à l'Assemblée et redevient le chef de l'opposition.
En 1984, le NDP remporte les élections avec neuf élus sur treize, et Mitchell devient le deuxième Premier ministre de Saint-Vincent-et-les-Grenadines. Durant son mandat, le pays fait face à des difficultés économiques. En 1979, la Soufrière entre en éruption, endommageant l’agriculture et le tourisme, puis en 1980, l’ouragan Allen endommage gravement l'agro-industrie de la banane. En outre, la récession aux États-Unis et la chute de la livre sterling par rapport au dollar réduise les arrivés de touriste et les exportations de bananes. Son gouvernement fait de la construction de routes une priorité, car nécessaire pour le développement de l’industrie du tourisme, qui avait dépassé les bananes en tant que principale industrie du pays. Sous sa direction, l’économie s’améliore régulièrement, avec une réorganisation de l’agriculture et une réduction du chômage par le développement de l’industrie de la construction. Une autre priorité est l’éducation, que le gouvernement développe en le rendant compatible avec le système britannique et en construisant des collèges.
James Mitchell et le NDP remporte une grande victoire lors des élections de 1989 en remportant quinze élus sur quinze à l'Assemblée de Saint-Vincent-et-les-Grenadines. Il remporte aussi les élections de 1994 puis celles de 1998 mais avec une majorité beaucoup moins forte. Malgré la croissance économique de son gouvernement, Mitchell doit affronter une opposition unie au sein du Parti travailliste uni (ULP) depuis 1994.
Une vague de grèves antigouvernementales et de manifestations de rue déclenchées par l’approbation par le Parlement de nouvelles pensions et gratifications pour les parlementaires a lieu au début de l'année 2000. En mai, James Mitchel et les dirigeants de l’opposition décide d’organiser des élections avant le 31 mars 2001, soit plus de deux ans avant l’échéance constitutionnelle. Mitchell démissionne de son poste le 27 octobre 2000 au profit d'Arnhim Eustace. C'est l'ULP qui remporte les élections de 2001 avec douze élus sur quinze.
James Fitz-Allen Mitchell meurt le 23 novembre 2021 à l'âge de 90 ans. Le gouvernement de Saint-Vincent-et-les-Grenadines déclare trois jours de deuil national jusqu'au 25 novembre, avec mise en berne des drapeaux, et des funérailles nationales sont organisées.

## Publications
- (en) James Mitchell (autobiographie), Beyond the Islands : An Autobiography, Macmillan Caribbean, 2006 (ISBN 9781405014175).